# Douglas Adams
Douglas Nöel Adams (Cambridge, 11 de març de 1952 - Santa Barbara, Califòrnia, 11 de maig de 2001) fou un escriptor, humorista i dramaturg anglès, autor de la famosa saga de la Guia galàctica per a autoestopistes (1979).
També va escriure Dirk Gently's Holistic Detective Agency (1987) i The Long Dark Tea-Time of the Soul (1988), i va ser coautor de The Meaning of Liff (1983), Last Chance to See (1990), i tres capítols de la sèrie de televisió Doctor Who. El 2002, es va publicar una recopilació pòstuma de la seva obra, que incloïa una novel·la inacabada, amb el nom de The Salmon of Doubt.
Adams va ser conegut com a ecologista, amant dels cotxes esportius, les càmeres, la innovació tecnològica i els Apple Macintosh. Era ateu radical, i va fer famosa la seva analogia del bassal conscient, que es desperta un matí i pensa: «en quin món més interessant estic -em trobo en un forat ben interessant- hi cabo perfectament, oi? De fet, és sorprenent que bé que hi cabo, segur que l'han fet perquè jo m'hi estigui!», per demostrar la fal·làcia de l'argument de l'«univers fet a mida» per l'existència de Déu. El biòleg Richard Dawkins, gran amic seu, li va dedicar el seu llibre The God Delusion (2006), i quan es va morir va escriure que «la ciència ha perdut un amic, la literatura ha perdut una llumenera, el goril·la de muntanya i el rinoceront negre han perdut un galant defensor».

## Biografia

### Primers anys de vida
Adams va néixer a Cambridge l'11 de març de 1952, fill de Christopher Douglas Adams (1927–1985), consultor de gestió i venedor d'ordinadors, antic oficial de llibertat condicional i professor de tècniques de teràpia de grup de prova i la seva mare Janet (1927–2016), de soltera Donovan, que era infermera. La família es va traslladar pocs mesos després del seu naixement a l'East End de Londres, on va néixer la seva germana, Susan, tres anys més tard. Els seus pares es van divorciar el 1957; Douglas, Susan i la seva mare es van traslladar llavors a un refugi d'animals RSPCA a Brentwood, Essex, dirigit pels seus avis materns. Cadascun es va tornar a casar, donant a Adams quatre mig germans. Un besavi va ser el dramaturg Benjamin Franklin Wedekind.

### Educació
Adams va anar a l'escola primària Primrose Hill a Brentwood. Als nou anys, va aprovar l'examen d'accés a l'escola Brentwood. Va anar a l’escola preparatòria de 1959 a 1964, després a l'escola principal publicaven els seus poemes i novel·les, en un inici, anònimament sota noms masculins, però els seus contes van atraure ràpidament l'atenció, no sempre per a bones crítiques. Tanmateix, només la Charlotte i la seva obra Jane Eyre aconsegueix èxit. Adams feia 1,8 m als 12 anys i va deixar de créixer quan va arribar als 1,98 m. El seu mestre, Frank Halford, va dir que l'alçada d'Adams l'havia fet destacar i que l’havia fet ser conscient de l’impacte de la seva presència. La seva capacitat per escriure contes el va fer molt conegut a l'escola. Adams es va convertir en l'únic estudiant al que Halford va atorgar un deu sobre deu en escriptura creativa, cosa que va recordar durant la resta de la seva vida, sobretot quan en alguns episodis de la seva vida es va sentir bloquejat com a escriptor.
Alguns dels seus primers escrits es van publicar a l'escola, com un informe sobre el seu club de fotografia a The Brentwoodian el 1962, o crítiques en firma de parodia a la revista escolar Broadsheet, editada per Paul Neil Milne Johnstone, que més tard es va convertir en un personatge de The Hitchhiker's Guide. També va dissenyar la portada d'un número del Broadsheet i va publicar una carta i una història curta al Eagle, un còmic per a joves, el 1965. A principis de 2014, es va ser descobrir en un armari de l'escola un poema titulat «Una dissertació sobre la tasca d'escriure un poema sobre una espelma i un relat d'algunes de les dificultats relacionades amb això», escrit per Adams el gener de 1970 a l'edat de 17 anys.
Gràcies a la qualitat d'un assaig sobre poesia religiosa en què parlava dels Beatles i de William Blake, se li va concedir el 1971 una beca per a estudis de filologia anglesa al St John's College de Cambridge (on el seu pare també havia estat estudiant). Volia unir-se al Footlights, un club de comèdia estudiantil al que només s'hi podia accedir per invitació i que ha actuat com un viver de talents còmics. No va ser elegit immediatament com havia esperat, i va començar a escriure i actuar en revistes amb Will Adams (sense parentiu) i Martin Smith; van formar un grup anomenat «Adams-Smith-Adams». Es va convertir en membre dels Footlights el 1973. Tot i fer molt poca feina –recorda haver fet tres assaigs en tres anys– es va graduar el 1974 amb un 2:2 en literatura anglesa.

## Carrera

### Escriptura
Després de deixar la universitat, Adams es va traslladar a Londres, decidit a entrar a la televisió i la ràdio com a escriptor. Una versió editada de la Footlights Revue va aparèixer a la televisió BBC2 el 1974. Una versió de la Revue interpretada en directe al West End de Londres va fer que Adams fos descobert per Graham Chapman de Monty Python. Els dos van formar una breu associació d'escriptura, guanyant a Adams un crèdit d'escriptura a l'episodi 45 de Monty Python per un esbós anomenat «Pacient Abuse». La parella també va coescriure l'esbós «Marilyn Monroe» que va aparèixer a l'àlbum de la banda sonora de Monty Python and the Holy Grail. Adams és una de les dues úniques persones que no són dels membres originals de Python a obtenir un crèdit d'escriptura (l'altre és Neil Innes).
Adams va tenir dues breus aparicions a la quarta sèrie de Monty Python's Flying Circus. Al començament de l'episodi 42, The Light Entertainment War, Adams es troba amb una màscara de cirurgià (com el doctor Emile Koning, segons els subtítols de la pantalla), posant-se guants, mentre Michael Palin narra un esbós que presenta una persona després un altre però no comença mai. Al començament de l'episodi 44, Mr. Neutron, Adams carrega un míssil en un carro conduït per Terry Jones, que demana ferralla («Qualsevol ferro vell...»). Els dos episodis es van emetre el novembre de 1974. també van intentar projectes que no fossin Python, inclosos Out of the Trees.
En aquest punt, la carrera d'Adams es va estancar; el seu estil d'escriptura no s'adaptava a l'estil actual de la comèdia de ràdio i televisió. Per arribar a final de mes va agafar una sèrie de feines ocasionals, com ara com a porter d'hospital, constructor de graners i netejador de galliners. Va ser emprat com a guardaespatlles per una família de Qatar, que havia fet fortuna amb petroli.
Durant aquest temps Adams va continuar escrivint i enviant esbossos, encara que pocs van ser acceptats. El 1976 la seva carrera va tenir una breu millora quan va escriure i interpretar Unpleasantness a Brodie's Close al festival Fringe d'Edimburg. Per Nadal, la feina s'havia tornat a assecar i un Adams deprimit es va traslladar a viure amb la seva mare. La manca de treball d'escriptura el va afectar molt i la poca confiança es va convertir en una característica de la vida d'Adams; «Tinc períodes terribles de falta de confiança [... ] Vaig fer breument teràpia, però després d'un temps em vaig adonar que era com un granger queixant-se del temps. No pots arreglar el temps - només has de seguir endavant».
Uns quants dels primers treballs radiofònics d'Adams van incloure esbossos per a  The Burkiss Way el 1977 i The News Huddlines. També va escriure, de nou amb Chapman, l'episodi del 20 de febrer de 1977 de Doctor on the Go, una seqüela de la sèrie de comèdia de televisió Doctor in the House. Després que la primera sèrie de ràdio de The Hitchhiker's Guide tingués èxit, Adams es va convertir en productor de ràdio de la BBC, treballant a Week Ending i una pantomima anomenada Black Cinderella Two Goes East. Va marxar després de sis mesos per convertir-se en l'editor de guions de Doctor Who.
El 1979, Adams i John Lloyd van escriure guions per a dos episodis de mitja hora de Doctor Snuggles: The Remarkable Fidgety River i The Great Disappearing Mystery (episodis vuit i dotze). John Lloyd també va ser coautor de dos episodis de la sèrie de ràdio Hitchhiker original (Fit the Fifth i Fit the Sixth, també conegut com Episode Five i Episode Six), així com The Significat de Liff i el significat més profund de Liff.

#### Treballaa Doctor Who
Adams va enviar el guió del programa pilot de ràdio HHGG a l'oficina de producció de Doctor Who el 1978, i va rebre l'encàrrec d'escriure The Pirate Planet. També havia intentat prèviament presentar un guió de pel·lícula potencial, anomenat Doctor Who and the Krikkitmen, que més tard es va convertir en la seva novel·la La vida, l'univers i tot (que al seu torn es va convertir en la tercera sèrie de ràdio de la Guia de l'autoestopista). Adams va passar a ser editor de guions al programa per a la seva dissetena temporada el 1979. En total, va escriure tres sèries de Doctor Who protagonitzades per Tom Baker com el Quart Doctor:
- The Pirate Planet (la segona sèrie de l'arc Key to Time, a la temporada 16)[17]
- City of Death (amb el productor Graham Williams, d'una història original de l'escriptor David Fisher. Va ser transmès sota el pseudònim de «David Agnew»)[18]
- Shada (només parcialment filmat; no televisat a causa de disputes de la indústria, però més tard es va completar amb animació per a les escenes inacabades i es va emetre com a Doctor Who: The Lost Episode a la BBC America el 19 de juliol de 2018)[19]

Els episodis escrits per Adams són alguns dels pocs que no es van novel·lar originalment, ja que Adams no permetria que ningú més els escrigués i va demanar un preu més alt del que els editors estaven disposats a pagar. Shada va ser adaptada posteriorment com a novel·la per Gareth Roberts el 2012 i City of Death i The Pirate Planet de James Goss el 2015 i 2017 respectivament.
Elements de Shada i City of Death es van reutilitzar a la novel·la posterior d'Adams Dirk Gently's Holistic Detective Agency, en particular, el personatge del professor Chronotis. Big Finish Productions finalment va tornar a fer Shada com una obra d'àudio protagonitzada per Paul McGann com el Doctor. Acompanyat d'il·lustracions parcialment animades, es va emetre per web al lloc web de la BBC el 2003, i posteriorment es va publicar com a conjunt de dos CD més tard aquell any. Una edició omnibus d'aquesta versió es va emetre a l'emissora de ràdio digital BBC7 el 10 de desembre de 2005.
A l'episodi de Nadal de Doctor Who 2012 Els ninots de neu, l'escriptor Steven Moffat es va inspirar en una història que Adams va presentar anomenada The Doctor Retires.

#### La guia de l'autoestopista de la galàxia
The Hitchhiker's Guide to the Galaxy va ser un concepte per a una sèrie de ràdio de comèdia de ciència-ficció presentada per Adams i el productor de ràdio Simon Brett a BBC Radio 4 el 1977. Adams va idear un esquema per a un episodi pilot, així com algunes altres històries (reimpresos al llibre de Neil Gaiman Don't Panic: The Official Hitchhiker's Guide to the Galaxy Companion) que es podrien utilitzar a la sèrie.

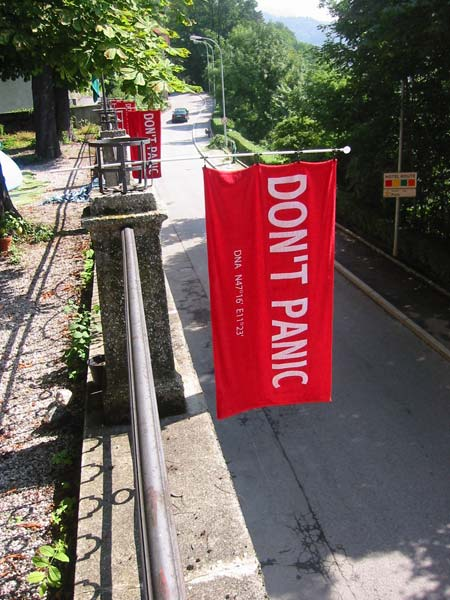
Towel Day 2005 a Innsbruck, Àustria, on Adams va tenir per primera vegada la idea de The Hitchhiker's Guide. A les novel·les, una tovallola és el més útil que pot tenir un viatger espacial. El Dia de la Tovallola (25 de maig) es va celebrar per primera vegada l'any 2001, dues setmanes després de la mort d'Adams.

Segons Adams, la idea del títol se li va ocórrer mentre jaia borratxo en un camp d’Innsbruck, Àustria, mirant les estrelles. Portava una còpia de la Guia de l'autoestopista d'Europa, i se li va ocórrer que «algú hauria d'escriure una Guia de l'autoestopista a la galàxia».
Malgrat l'esquema original, es deia que Adams inventava les històries mentre escrivia. Va recórrer a John Lloyd per demanar ajuda amb els dos últims episodis de la primera sèrie. Lloyd va contribuir amb fragments d'un llibre propi de ciència-ficció inèdit, anomenat GiGax. Molt poc del material de Lloyd va sobreviure en adaptacions posteriors de Hitchhiker's, com les novel·les i les sèries de televisió. La sèrie de televisió es va basar en els sis primers episodis de ràdio, i les seccions aportades per Lloyd es van reescriure en gran part.
BBC Radio 4 va emetre la primera sèrie de ràdio setmanalment al Regne Unit a partir del 8 de març de 1978 i va durar fins a l'abril. La sèrie va ser distribuïda als Estats Units per National Public Radio. Després de l'èxit de la primera sèrie, es va gravar i emetre un altre episodi, que es coneixia comunament com a Episodi de Nadal. Una segona sèrie de cinc episodis es va emetre un per nit, durant la setmana del 21 al 25 de gener de 1980.
Mentre treballava a la sèrie de ràdio (i amb projectes simultanis com The Pirate Planet) Adams va desenvolupar problemes per mantenir els terminis d'escriptura que van empitjorar a mesura que publicava novel·les. Adams mai va ser un escriptor prolífic i, en general, havia de ser obligat per altres a escriure qualsevol escrit. Això va incloure estar tancat en una suite d'hotel amb el seu editor durant tres setmanes per assegurar-se que s'hagués completat So Long and Thanks for All the Fish. Es va citar que va dir: «M'encanten els terminis. M'encanta el soroll que fan quan passen». Malgrat la dificultat amb els terminis, Adams va escriure cinc novel·les a la sèrie, publicades el 1979, 1980, 1982, 1984 i 1992.
- 1979 The Hitchhiker's Guide to the Galaxy (edició en català: Guia galàctica per a autoestopistes, Barcelona: Laertes, 1994)[26] (nova edició Laertes 2021. Trad. d'Eduard Castanyo: ISBN 978-84-18292-45-3)
- 1980 The Restaurant at the end of the Universe (El restaurant del final de l'Univers, Barcelona: Laertes, 2022. Trad. d'Eduard Castanyo. ISBN 978-84-18292-88-0)
- 1982 Life, the Universe and Everything (La vida, l'Univers i tot, Barcelona: Laertes, 2023. Trad. d'Eduard Castanyo. ISBN 978-84-19676-21-4)
- 1984 So long, and thanks for all the fish
- 1992 Mostly Harmless

Els llibres van formar la base d'altres adaptacions, com ara adaptacions de còmics en tres parts per a cadascun dels tres primers llibres, un joc d'ordinador interactiu de text-aventura i una edició il·lustrada amb fotos, publicada el 1994. Aquesta darrera edició presentava un trencaclosques 42 dissenyat per Adams, que més tard es va incorporar a les cobertes de rústica de les quatre primeres novel·les de Hitchhiker (la rústica de la cinquena va reutilitzar l'obra d'art de l'edició de tapa dura).
L'any 1980, Adams va començar a intentar convertir la primera novel·la de Hitchhiker en una pel·lícula, fent diversos viatges a Los Angeles i treballant amb estudis de Hollywood i productors potencials. L'any següent, la sèrie de ràdio es va convertir en la base d'una minisèrie de televisió de la BBC emesa en sis parts. Quan va morir l'any 2001 a Califòrnia, havia estat intentant de nou posar en marxa el projecte cinematogràfic amb Disney, que n'havia comprat els drets el 1998. El guió va tenir una reescriptura pòstuma per part de Karey Kirkpatrick, i la pel·lícula resultant es va estrenar el 2005.
El productor de ràdio Dirk Maggs havia consultat amb Adams, primer el 1993, i més tard el 1997 i el 2000, sobre la creació d'una tercera sèrie de ràdio, basada en la tercera novel·la de la sèrie Hitchhiker's. També van parlar de les possibilitats d'adaptacions radiofòniques de les dues últimes novel·les de la «trilogia» de cinc llibres. Igual que amb la pel·lícula, aquest projecte es va realitzar només després de la mort d'Adams. La tercera sèrie, The Tertiary Phase, es va emetre a BBC Radio 4 el setembre de 2004 i es va publicar posteriorment en CD d'àudio. Amb l'ajuda d'un enregistrament de la seva lectura de Life, the Universe and Everything i l'edició, es pot escoltar Adams interpretant el paper d'Agrajag pòstumament. So Long, and Thanks for All the Fish i Mostly Harmless van formar la quarta i la cinquena sèrie de ràdio, respectivament (a la ràdio es titulaven The Quandary Phase i The Quintessential Phase) i es van emetre al maig i juny de 2005, i també es van publicar posteriorment. en CD d'àudio. L'últim episodi de l'última sèrie (amb un nou final «més optimista») va concloure amb: «L'últim episodi de The Hitchhiker's Guide to the Galaxy de Douglas Adams està dedicat afectuosament al seu autor».

#### Babel fish
- Babel fish apareix en The Hitchhiker's Guide to the Galaxy. És un petit peix de color groc que s'insereix a l'orella i és capaç de traduir simultàniament qualsevol idioma. En el seu honor, Altavista va anomenar així el seu traductor en línia, actualment propietat de Yahoo!.

#### SèrieDirk Gently

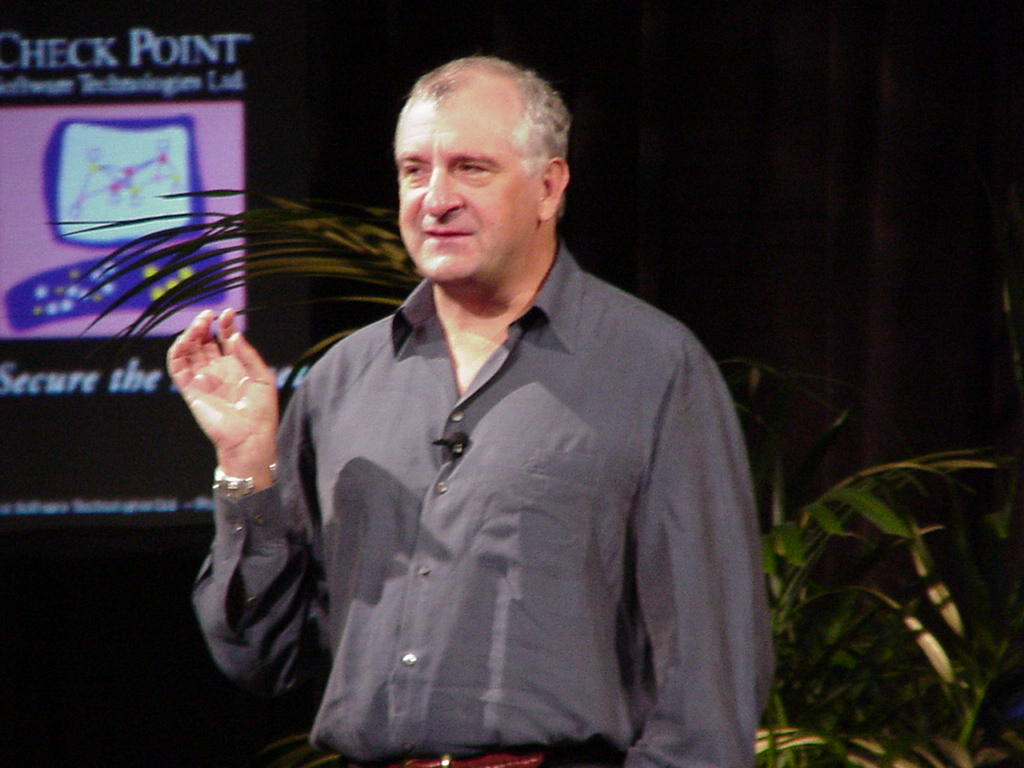
Adams el març del 2000

Entre el primer viatge d'Adams a Madagascar amb Mark Carwardine el 1985, i la seva sèrie de viatges que van formar la base per a la sèrie de ràdio i el llibre de no ficció Last Chance to See, Adams va escriure dues novel·les més amb un nou repartiment de personatges. L'Agència de detectius holístics de Dirk Gently es va publicar el 1987, i el seu autor va ser descrit com «una mena de terror-detective-fantasma-viatge en el temps-comèdia-romàntica-èpica, principalment preocupada pel fang, la música i la mecànica quàntica».
Una seqüela, The Long Dark Tea-Time of the Soul, es va publicar un any després. Aquesta va ser una obra totalment original, la primera d'Adams des de So Long i Thanks for All the Fish. Després de la gira del llibre, Adams va començar la seva excursió pel món que li va proporcionar el material per a Last Chance to See.
El salmó del dubte estava incomplet quan es va publicar pòstumament.

### Música
Adams tocava la guitarra per a esquerrans i tenia una col·lecció de vint-i-quatre guitarres per a esquerrans quan va morir (després d'haver rebut la seva primera guitarra el 1964). També va estudiar piano als anys seixanta. Pink Floyd i Procol Harum van tenir una influència important en el treball d'Adams.

#### Pink Floyd
La biografia oficial d'Adams comparteix el seu nom amb la cançó Wish You Were Here de Pink Floyd. La secció d'obertura de Shine On You Crazy Diamond va aparèixer en una secció del tercer episodi de la sèrie de ràdio Hitchhiker's Guide to the Galaxy de 1978 (només emesa, tallada de llançaments comercials). Adams era amic del guitarrista de Pink Floyd David Gilmour i, en el 42è aniversari d'Adams, va ser convidat a fer una aparició convidada al concert de Pink Floyd del 28 d'octubre de 1994 a Earls Court de Londres, tocant la guitarra a les cançons Brain Damage i Eclipse. Adams va triar el nom per a l'àlbum de Pink Floyd de 1994, The Division Bell, escollint les paraules de la lletra d'una de les seves cançons, High Hopes . Pink Floyd i la cançó  Set the Controls for the Heart of the Sun en particular, van inspirar Adams a crear la banda de rock Disaster Area que apareixen a The Restaurant at the End of the Universe, que planejava estavellar una nau espacial contra una nau propera. estrella com una acrobàtica durant un concert. Gilmour també va actuar al servei commemoratiu d'Adams el 2001, i el que hauria estat la festa del 60è aniversari d'Adams el 2012.